# Ангелеску, Джулия
Джу́лия Ангеле́ску (рум. Giulia Anghelescu), также известная по своему монониму Джу́лия (рум. Giulia) — румынская эстрадная певица, экс-солистка группы DJ Project (2009—2011). Родилась 7 ноября 1984 в городе Галац (Galați).

## Детство
В первый раз Джулия вышла на сцену в 6 лет, сыграв в спектакле для детей. В 1995 году Джулия записала первую кассету с песнями, сочиненными Адрианом Ордяном и Михаем Окиу.
В 1996 стала петь в женской группе, состоящей из трёх человек. А в 1998, когда клубы закрыли перед ней двери, стала вести программу, посвященную подросткам.
В том же году она добивается и других успехов: кастинг в школу звезд и участие в ещё одной группе трио, которая уже состояла из Моники Андрей и Андрееа Антонеску. Группа называлась Candy. Однако группа не добилась успеха и в короткое время была рассформирована.
В марте 2000 Джулия решила посетить друга детства: Лауренциу Дуцэ (Laurențiu_Duță). Вместе с ним она выпускает сингл "Totul s-a pierdut ".Сначала Джулия хотела петь сольно, но Лауренциу предложил другое: создать новое трио, подобное Candy.
С 2002 года Джулия живёт в Бухаресте и выпускается в колледже «Gheorghe Lazăr». Позже она поступает на факультет социологии-психологии в университет Спиру Харет, который окончила в 2006 году .

### После 2004 года
В 2004 Джулия покидает Candy, выбрав сольную карьеру. Сразу же началась запись и первого сольного альбома, который в её день рождения 7 ноября 2004, был назван «Giulia». В октябре 2004 года Джулия стала ведущей шоу «Cool-Mea Distracţiei» на TVR2, после работы в программе «Kiss Adventure» на Prima TV. Джулия вместе с Анду Кэмпу представила песню «Kiss my way» на Kiss FM. Второй альбом вышел летом 2006 года и был назван «Fluturi». Джулия сотрудничала с группой DJ Project, записав песню «Prima noapte» и с Мариусом Недельку, записав песню «Rain». Летом 2008 вышел третий альбом, названный «Primul pas». Джулия принимала участие в 6 СЕЗОНЕ программы «Dansez pentru tine», где заняла первое место.
На протяжении 2009—2011 гг.- солистка группы DJ Project. Работает на популярном румынском радио Radio 21 до лета 2011, с осени 2011 — DJ la Pro FM. Так же продолжает сольную карьеру, вместе с румынским композитором Габриелем (Gabriel Huiban) выпускает в 2011 году сингл «Underrated Love» и «Vorbe Goale».

## Альбомы
- Candy (2000)
- O Seară Perfectă (2001)
- De Vis (2002)
- Best Of Candy (2003)
- Poveste (2003) Сказка

## Сольные альбомы
- Giulia (2004) Джулия
- Fluturi (2006) Бабочки
- Primul Pas (2008) Первый шаг

## Видеоклипы
- Candy-Heyla
- Candy — Seara iti pare rau
- Candy-Mergem la mare
- CANDY — N-AM SA UIT
- Giulia-Sa-mi atingi din nou inima
- Prind aripi
- Giulia and Gabriel -Te-am ales
- Oriunde m-aș afla
- Prima noapte (2008)
- Rain (2008)
- DJ Project & Giulia — Nu (2009)
- DJ Project & Giulia — Regrete (2010)
- DJ Project & Giulia — Mi-e dor de noi (2011)
- Giulia - Vorbe Goale (2012)

## Дуэты
- Directia 5 & Giulia — De ce
- Furbo & Giulia — Baby Baby
- Laurentiu Duta & Giulia — Totul s-a pierdut
- Vali Barbulescu & Giulia — In the Night
- Codu Penal & Giulia — Vreau banii tai
- Giulia & Vali Barbulescu — Zbor
- Marius feat. Giulia — Rain
- Giulia & Gabriel — Te-am ales
- DJ Andi vs Giulia — Opened mind
- GIULIA feat Micke — Mouse song